# شهرستان المدینه
شهرستان المدینه (به عربی: قضاء المدينة) یک شهرستان‌های عراق در عراق است که در استان بصره واقع شده‌است.